# Ngetrep (Jiwan)
Ngetrep is een bestuurslaag in het regentschap Madiun van de provincie Oost-Java, Indonesië. Ngetrep telt 1589 inwoners (volkstelling 2010).